# Mügeln
Mügeln település Németországban, azon belül Szászország tartományban. Lakosainak száma 5794 fő (2023. december 31.). Mügeln Ostrau, Naundorf és Oschatz községekkel határos.

## Népesség
A település népességének változása:
| Lakosok száma | 4879 | 6001 | 5913 | 5808 | 5792 | 5794 |
|               | 2015 | 2017 | 2019 | 2021 | 2022 | 2023 |